# Elizabeth Knox
Elizabeth Knox (ur. 1959 w Wellington) – nowozelandzka pisarka.

## Życiorys
Jest autorką ośmiu powieści, autobiograficznej trylogii i zbioru esejów. Jej najbardziej znaną powieścią jest The Vintner's Luck, która zdobyła szereg nagród i była przetłumaczona na siedem językach i została zekranizowana pod tym samym tytułem przez Niki Caro. 
Knox i jej dwie siostry urodziły się i wychowywały w ateistycznej rodzinie, gdzie spędzano dużo czasu na rozmowach na temat religii. Dzieciństwo spędziły, mieszkając w różnych miasteczkach w Nowej Zelandii, w tym w Pomare, Wadestown, Waikanae i Paremata. W dzieciństwie miała kłopoty z pisaniem z powodu dysleksji.
Jej trylogia była głównie oparta na własnych przeżyciach z dzieciństwa w czasie, gdy mieszkała w pobliżu Wellington.

## Twórczość
- After Z-Hour (1987)
- Paremata (1989)
- Treasure (1992)
- Pomare (1994)
- Glamour and the Sea (1996)
- Tawa (1998)
- The Vintners’ Luck (VUP, 1998; Farrar, Straus & Giroux (USA), 1998; Chatto & Windus (UK & Commonwealth), 1999; Vintage (UK & Commonwealth), 2000; Picador USA, 2000; Der Engel mit den dunklen Flügeln, Luchterhand (Germany), 2000; Vinbondens skytsengel, Gyldendal (Norway), 2001; Het geluk van de wijnboer, Muelenhof (Netherlands), 2001; La Suerte del Viticultor, Seix Barral (Spain), 2001; La veine du vigneron, Le Fil Invisible (France), 2003; Hebrew Language ed, Kinneret, Zmora Bitan, 2004)
- The High Jump (2000)
- Black Oxen (VUP, 2001; Farrar, Straus & Giroux (US), 2001; Chatto & Windus (UK & Commonwealth), 2001; Picador USA, 2002; Vintage (UK & Commonwealth), 2002)
- Billie’s Kiss (VUP, 2002; Ballantine (US), 2002; Chatto & Windus (UK & Commonwealth), 2002; Vintage (UK & Commonwealth), 2003; Billies Kus, Muelenhof (Netherlands), 2002; Der Feuerkuss, Rowohlt (Germany), 2003)
- Daylight (VUP, 2003; Ballantine (US), 2003; HarperCollins Australia, 2004)
- Dreamhunter (Book 1 of the Dreamhunter Duet) (HarperCollins Australia/NZ, 2005; Farrar, Straus & Giroux (US), 2006); as The Rainbow Opera, (Faber & Faber, 2005); Penguin (Canada) 2006; NHK, (Japan) 2006)
- Dreamquake (Book 2 of the Dreamhunter Duet) (2007: HarperCollins Australia/NZ; Farrar, Straus & Giroux (US); The Dream Quake, Faber & Faber (UK), Penguin (Canada), NHK, (Japan))